# Kloster Eggenfelden

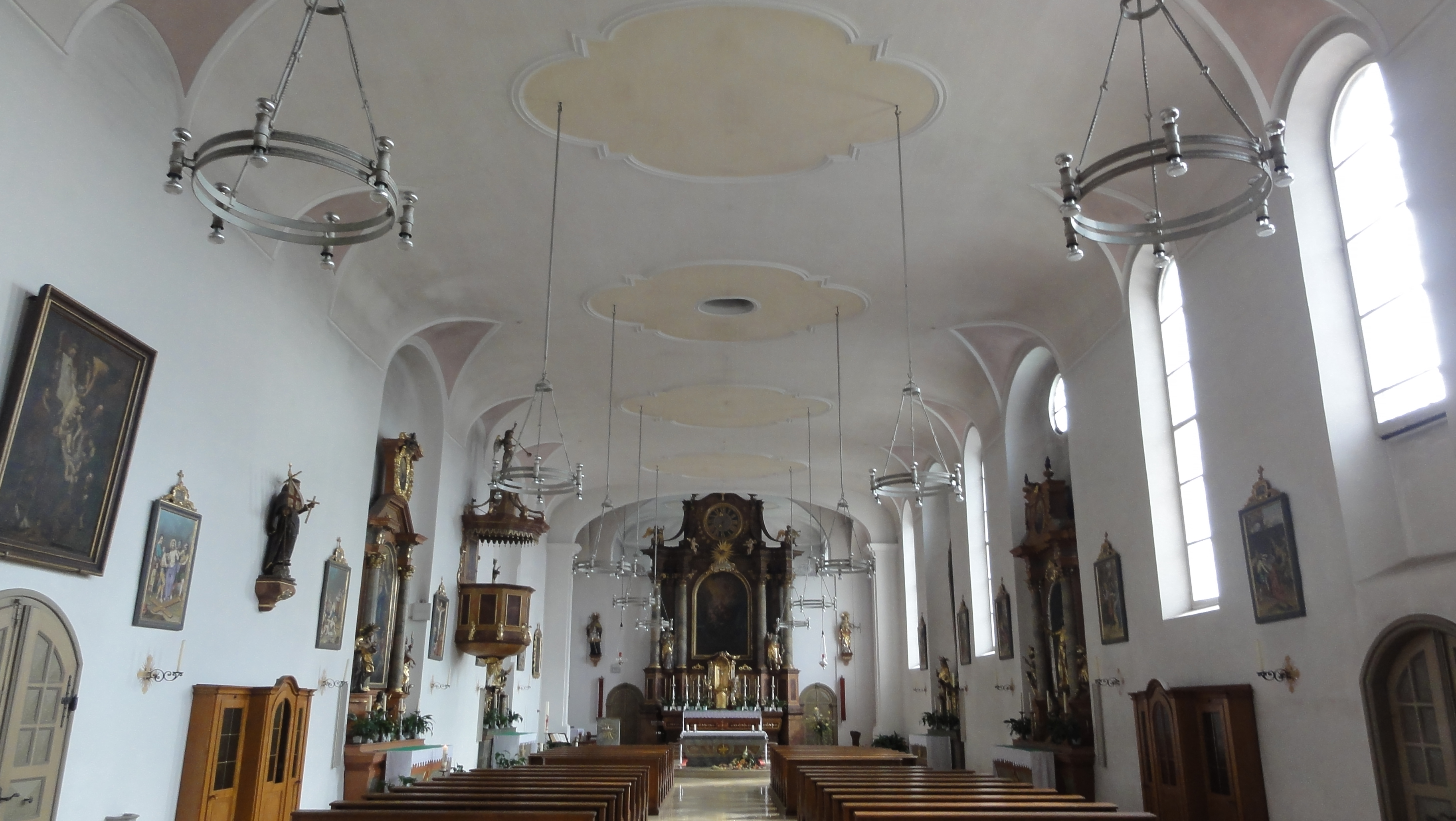
Klosterkirche

Das Kloster Eggenfelden  ist ein ehemaliges Kloster der Franziskaner (OFM) in Eggenfelden in Bayern in der Diözese Regensburg. Es bestand mit Unterbrechungen von 1649 bis 2013.

## Geschichte

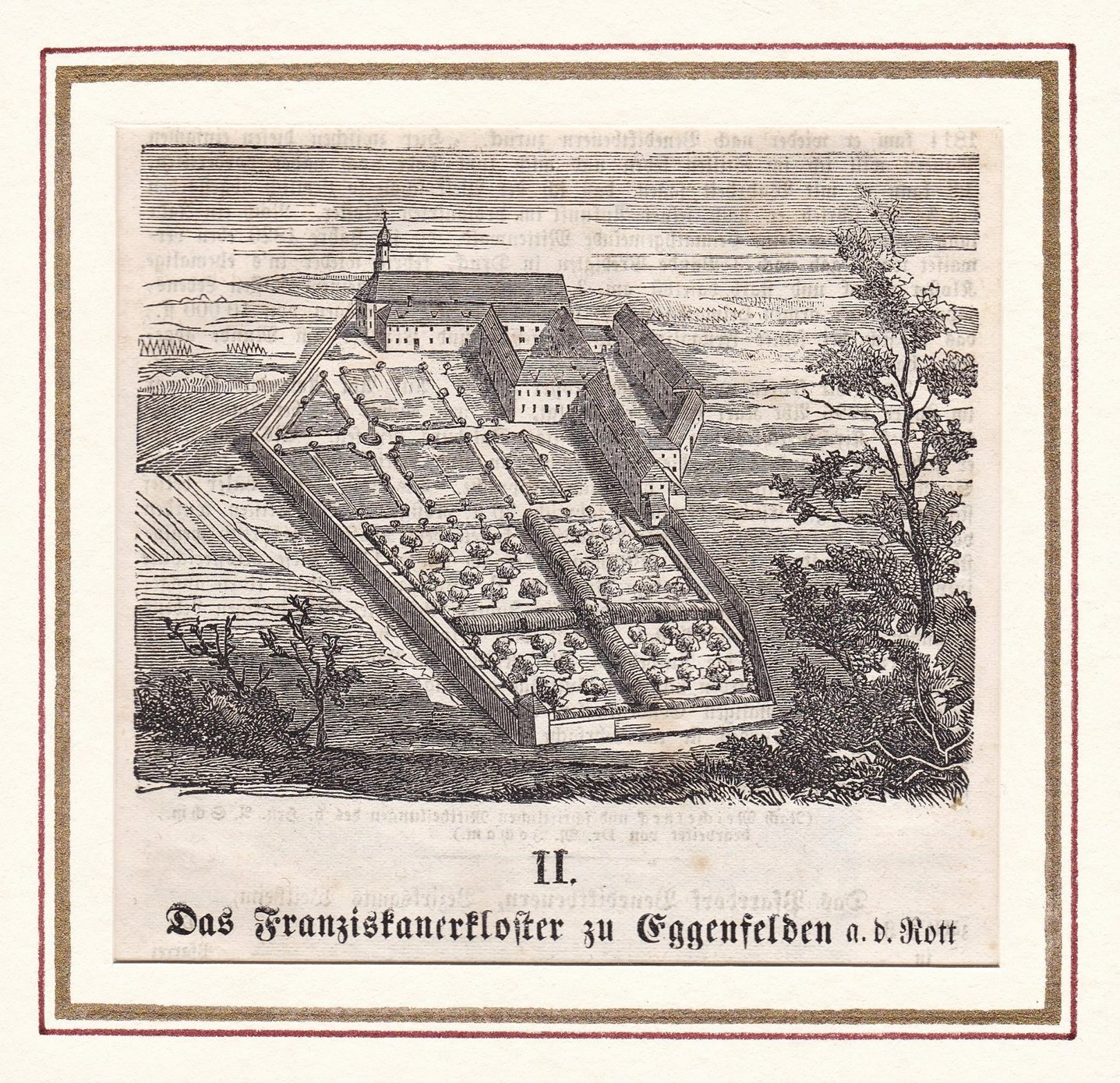
Das Kloster um das Jahr 1870

Das dem Heiligen Kreuz, später St. Antonius von Padua gewidmete Kloster wurde 1649 durch die Bürgerschaft von Eggenfelden und die bayerische Reformatenprovinz der Franziskaner gegründet; es wurde 1802 im Zuge der Säkularisation aufgelöst. 1832 wurde Eggenfelden als Hospiz wiedererrichtet und 1841 wieder zum Konvent. Ein besonderer Akzent lag zuletzt in dem Angebot „Kloster zum Mitleben“, in dem Interessierte eine Zeitlang am Leben der Kommunität teilnehmen konnten. Aus Personalmangel musste die Deutsche Franziskanerprovinz, in der die Bayerische Ordensprovinz 2010 aufgegangen war, das Kloster in Eggenfelden 2013 schließen.
Die Gebäude des Klosters werden seitdem von einem Institut für Organisationsberatung und Persönlichkeitsentwicklung genutzt.